# Dickson (Tennessee)
Dickson és una població dels Estats Units a l'estat de Tennessee. Segons el cens del 2000 tenia 12.244 habitants.

## Demografia
Segons el cens del 2000, Dickson tenia 12.244 habitants, 4.934 habitatges, i 3.300 famílies. La densitat de població era de 287 habitants/km².
Dels 4.934 habitatges en un 34,2% hi vivien nens de menys de 18 anys, en un 46,5% hi vivien parelles casades, en un 16,8% dones solteres, i en un 33,1% no eren unitats familiars. En el 29,1% dels habitatges hi vivien persones soles l'11,6% de les quals corresponia a persones de 65 anys o més que vivien soles. El nombre mitjà de persones vivint en cada habitatge era de 2,42 i el nombre mitjà de persones que vivien en cada família era de 2,97.
Per edats la població es repartia de la següent manera: un 27,2% tenia menys de 18 anys, un 9% entre 18 i 24, un 28,9% entre 25 i 44, un 20,6% de 45 a 60 i un 14,4% 65 anys o més.
L'edat mediana era de 35 anys. Per cada 100 dones de 18 o més anys hi havia 79,8 homes.
La renda mediana per habitatge era de 34.549 $ i la renda mediana per família de 42.632 $. Els homes tenien una renda mediana de 32.733 $ mentre que les dones 23.138 $. La renda per capita de la població era de 17.654 $. Entorn del 12,6% de les famílies i el 15,3% de la població estaven per davall del llindar de pobresa.

## Poblacions més properes
El següent diagrama mostra les poblacions més properes.